# Carpodacus sillemi
El pinzón montano de Sillem (Carpodacus sillemi) es una especie de ave paseriforme de la familia Fringillidae endémica del oeste de China. El nombre de la especie conmemora a Jérôme Alexander Sillem, un miembro de la expedición holandesa que recolectó los primeros especímenes de la especie en 1929.

## Taxonomía
La especie se describió únicamente a partir de dos especímenes recolectados en 1929 en el área de Aksai Chin al sur de la región autónoma de Sinkiang. En 2012 otro ejemplar fue fotografiado a 1500 km del lugar de su recolección original. Inicialmente se clasificó en el género Leucosticte, pero un estudio filogenético basado en secuencias de ADN mitocondrial publicado en 2016 descubrió que su pariente más próximo era el camachuelo de Roborowski  (Carpodacus roborowskii); por lo que la Unión Ornitológica Internacional decidió trasladarlo al género Carpodacus.